# Bordeaux-Parijs 1891
De eerste editie van de Franse wielerwedstrijd Bordeaux-Parijs startte op 23 mei 1891 en de eerste renners finishten op 24 mei.

## Verloop
De wedstrijd werd gewonnen door de Brit George Pilkington Mills, die in de begin kilometers samen met Joseph Jiel-Laval door een overstekende hond ten val kwam. De coach van de concurrent van Mills, Montague Holbein, gaf hem een reservefiets waar hij mee verder kon rijden, omdat hij met zijn eigen fiets niet verder kon vanwege de eerdere valpartij. Mills was tevens vanaf kilometer 174 de leider van deze wedstrijd. Vanaf dat moment breidde hij zijn voorsprong uit op zijn landgenoot Holbein, die uiteindelijk ruim een uur na Mills zou finishen.
Van de 28 ingeschreven renners kwamen er slechts 18 in Parijs aan. De laatste renner had een achterstand van maar liefst 69u25'00". Eén renner kwam aan met een achterstand van ruim vijf dagen, maar die werd wegens tijdsoverschrijding niet in de eindklassering opgenomen. Zo'n 2000 toeschouwers verwelkomden de Britse winnaar bij de finish.

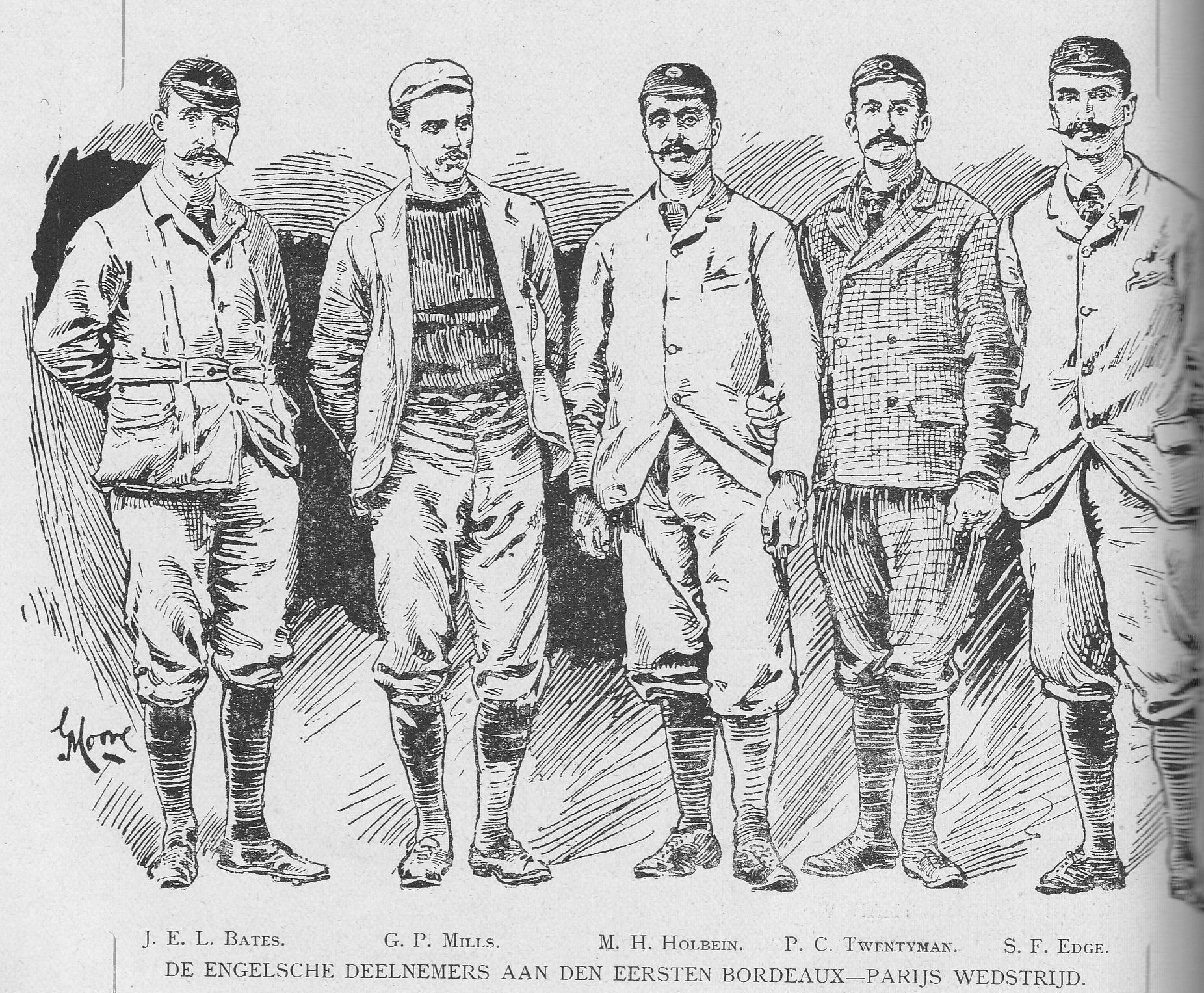
Het Engelse team, v.l.n.r. Bates (4e), Pilkington Mills (winnaar), Holbein (2e), Twentyman en Edge (3e).

## Uitslag
| Plaats  | Naam                    | Ploeg               | tijd        |
| ------- | ----------------------- | ------------------- | ----------- |
| Winnaar | George Pilkington Mills | Verenigd Koninkrijk | 26u34'57"   |
| 2       | Montague Holbein        | Verenigd Koninkrijk | + 1u15'50"  |
| 3       | Selwyn Edge             | Verenigd Koninkrijk | + 3u38'52"  |
| 4       | J. L. Bates             | Verenigd Koninkrijk | + 3u39'00"  |
| 5       | Joseph Jiel-Laval       | Bordeaux            | + 5u40'35"  |
| 6       | Henri Coullibeuf        | Vendôme             | + 8u43'30"  |
| 7       | Félix Guillet           | Blain               | + 10u08'35" |
| 8       | Jean-Marie Corre        | Parijs              | +14u58'25"  |
| 9       | Henri Gillot            | Côte-du-Nord        | + 15u06'25" |
| 10      | Leonard Gebleux         | Parijs              | + 15u27'25" |

1891 · 
1892 · 
1893 · 
1894 · 
1895 · 
1896 · 
1897 · 
1898 · 
1899 · 
1900 · 
1901 · 
1902 · 
1903 · 
1904 · 
1905 · 
1906 · 
1907 · 
1908 · 
1909 · 
1910 · 
1911 · 
1912 · 
1913 · 
1914 · 
1915 · 
1916 · 
1917 · 
1918 · 
1919 · 
1920 · 
1921 · 
1922 · 
1923 · 
1924 · 
1925 · 
1926 · 
1927 · 
1928 · 
1929 · 
1930 · 
1931 · 
1932 · 
1933 · 
1934 · 
1935 · 
1936 · 
1937 · 
1938 · 
1939 · 
1940 · 
1941 · 
1942 · 
1943 · 
1944 · 
1945 · 
1946 · 
1947 · 
1948 · 
1949 · 
1950 · 
1951 · 
1952 · 
1953 · 
1954 · 
1955 · 
1956 · 
1957 · 
1958 · 
1959 · 
1960 · 
1961 · 
1962 · 
1963 · 
1964 · 
1965 · 
1966 · 
1967 · 
1968 · 
1969 · 
1970 · 
1971 · 
1972 · 
1973 · 
1974 · 
1975 · 
1976 · 
1977 · 
1978 · 
1979 · 
1980 · 
1981 · 
1982 · 
1983 · 
1984 · 
1985 · 
1986 · 
1987 · 
1988